# Curling vid olympiska vinterspelen 1924
Resultat från tävlingarna i curling vid olympiska vinterspelen 1924.

## Medaljörer
| Gren   | Guld | Silver | Brons |
| Herrar | Storbritannien William Jackson Robin Welsh Thomas Murray Laurence Jackson John T. S. Robertson-Aikman (reserv) John McLeod (reserv) William Brown (reserv) Delaval Astley (reserv) | Sverige Johan Petter Åhlén (match 1) Carl-Axel Pettersson (match 1) Karl-Erik Wahlberg (match 1) Carl August Kronlund (match 1) Carl Wilhelm Petersén (match 2) Ture Ödlund (match 2) Victor Wetterström (match 2) Erik Severin (match 2) | Frankrike Fernand Cournollet Georges André Armand Bénédic Pierre Canivet Robert Planque (reserv) Henri Aldebert (reserv) |

## Resultat
Frankrike, Storbritannien och Sverige var de enda nationerna som ställde upp. Sverige spelade med två olika laguppställningar, i matchen mot Frankrike spelade lag Åhlén och i matchen mot Storbritannien spelade lag Petersén. Alla matcher hade 18 omgångar.

### Slutställning
| Placering | Lag            | Segrar | Förluster | Poäng |
| --------- | -------------- | ------ | --------- | ----- |
| 1         | Storbritannien | 2      | 0         | 4     |
| 2         | Sverige        | 1      | 1         | 2     |
| 3         | Frankrike      | 0      | 2         | 0     |

### Omgång 1
Måndag 28 januari 1924, kl. 10:00
| Lag       | Poäng |
| Sverige   | 18    |
| Frankrike | 10    |

### Omgång 2
Tisdag 29 januari 1924, kl. 10:00
| Lag            | Poäng |
| Storbritannien | 38    |
| Sverige        | 7     |

### Omgång 3
Onsdag 30 januari 1924, kl. 10:00
| Lag            | Poäng |
| Storbritannien | 46    |
| Frankrike      | 4     |